# Katedra Świętego Wita w Rijece
Katedra Świętego Wita w Rijece (chor. Katedrala Svetog Vida) – główna świątynia rzymskokatolickiej archidiecezji Rijeka w Chorwacji. Pierwotna budowla pochodziła z końca XII wieku, obecna forma pochodzi z lat 1638–1742 według wzoru kościoła Santa Maria della Salute w Wenecji. Jest to świątynia w kształcie rotundy. Reprezentuje styl barokowy. Została wybudowana przez jezuitów.